# Stans
Stans este un oraș în Elveția.